# Cliffortia schlechteri
Cliffortia schlechteri är en rosväxtart som först beskrevs av August Henning Weimarck, och fick sitt nu gällande namn av C.Whitehouse. Cliffortia schlechteri ingår i släktet Cliffortia och familjen rosväxter. Inga underarter finns listade i Catalogue of Life.